# Lututów (gromada)
Lututów – dawna gromada, czyli najmniejsza jednostka podziału terytorialnego Polskiej Rzeczypospolitej Ludowej w latach 1954–1972.
Gromady, z gromadzkimi radami narodowymi (GRN) jako organami władzy najniższego stopnia na wsi, funkcjonowały od reformy reorganizującej administrację wiejską przeprowadzonej jesienią 1954 do momentu ich zniesienia z dniem 1 stycznia 1973, tym samym wypierając organizację gminną w latach 1954–1972.
Gromadę Lututów siedzibą GRN w Lututowie utworzono – jako jedną z 8759 gromad na obszarze Polski – w powiecie wieluńskim w woj. łódzkim, na mocy uchwały nr 40/54 WRN w Łodzi z dnia 4 października 1954. W skład jednostki weszły obszary dotychczasowych gromad Lututów, Augustynów, Piaski, Ostrycharze, Żmuda, Kopaniny, Popielina, Popielina Towarzystwo i Łęki ze zniesionej gminy Lututów w powiecie wieluńskim oraz wieś Piaski z dotychczasowej gromady Niemojew ze zniesionej gminy Klonowa w powiecie sieradzkim w tymże województwie. Dla gromady ustalono 27 członków gromadzkiej rady narodowej.
1 stycznia 1958 do gromady Lututów przyłączono obszar zniesionej gromady Niemojew (bez lasów państwowych „Smok”), przeniesionej tego samego dnia do powiatu wieluńskiego z powiatu sieradzkiego.
31 grudnia 1959 do gromady Lututów przyłączono obszar zniesionej gromady Dymki oraz kolonię Kłoniczki, kolonię Wiry, kolonię Dobrosław, parcelę Dobrosław A i kolonię Dobrosław Ugody ze zniesionej gromady Świątkowice.
Gromada przetrwała do końca 1972 roku, czyli do kolejnej reformy gminnej. 1 stycznia 1973 w powiecie wieluńskim reaktywowano gminę Lututów (od 1999 gmina należy do powiatu wieruszowskiego w woj. łódzkim).